# Paul Haggis
Paul Edward Haggis (ur. 10 marca 1953 w kanadyjskim Londynie) – kanadyjski reżyser, scenarzysta i producent filmowy. Laureat Oscara za najlepszy scenariusz oryginalny do wyreżyserowanego przez siebie filmu Miasto gniewu (2004), który został również uznany przez Amerykańską Akademię Filmową za najlepszy film roku.
Haggis był nominowany do Oscara za scenariusze do dwóch filmów Clinta Eastwooda: Za wszelką cenę (2004) i Listy z Iwo Jimy (2006).

## Filmografia

### reżyser
- thirtysomething (1987–1991)
- You Take the Kids (1990–1991)
- Zakazany rytm (Red Hot, 1993)
- Na południe (Due South, 1994–1998)
- Okrutne ulice (EZ Streets, 1996–1997)
- Ghost a Chance (1998)
- Sprawy rodzinne 2 (Family Law, 1999–2002)
- Miasto gniewu (Crash, 2004)
- The Black Donnellys (2007)
- W dolinie Elah (In the Valley of Elah, 2007)
- Honeymoon with Harry (2008)
- Dla niej wszystko (2010)

### scenarzysta
- One Day at a Time (1975–1984)
- Statek miłości (The Love Boat, 1977–1986)
- Diff'rent Strokes (1978–1986)
- The Facts of Life (1979–1988)
- Mr. Merlin (1981–1982)
- Charmed Lives (1986)
- Prawnicy z Miasta Aniołów (L.A. Law, 1986–1994)
- The Return of the Shaggy Dog (1987)
- thirtysomething (1987–1991)
- The Tracey Ullman Show (1987–1990)
- Zakazany rytm (Red Hot, 1993)
- Na południe (Due South, 1994–1998)
- Okrutne ulice (EZ Streets, 1996–1997)
- Prawnik z Manhattanu (Michael Hayes, 1997–1998)
- Ghost a Chance (1998)
- Sprawy rodzinne 2 (Family Law, 1999–2002)
- Mister Sterling (2003)
- Miasto gniewu (Crash, 2004)
- Za wszelką cenę (Million Dollar Baby, 2004)
- Listy z Iwo Jimy (Letters from Iwo Jima, 2006)
- Przyjaciele (The Last Kiss, 2006)
- Sztandar chwały (Flags of Our Fathers, 2006)
- Casino Royale (2006)
- The Black Donnellys (2007)
- W dolinie Elah (In the Valley of Elah, 2007)
- 007 Quantum of Solace (2008)
- Oszukana (2008)
- Honeymoon with Harry (2008)
- Dla niej wszystko (2010)